# Andrew Jacobson
Andrew Jacobson (Palo Alto, 25 september 1985) is een Amerikaans voetballer die bij voorkeur als middenvelder speelt. Hij verruilde in 2014 FC Dallas voor New York City FC.

## Clubcarrière
Jacobson werd in de MLS SuperDraft 2008 als vierentwintigste gekozen door DC United. Hij tekende daar echter niet en besloot naar Frankrijk te gaan waar hij aansloot bij FC Lorient. In 2009 tekende hij, zonder een competitiewedstrijd voor Lorient te spelen, bij DC United. Daar maakte hij in de eerste wedstrijd van het seizoen, tegen Los Angeles Galaxy, zijn debuut voor DC United. Op 25 november 2009 werd hij vervolgens gekozen door Philadelphia Union in de MLS Expansion Draft. Na vijfentwintig competitiewedstrijden voor Philadelphia tekende hij op 18 februari 2011 bij FC Dallas. Daar maakte hij op 20 maart 2011 tegen Chicago Fire zijn debuut. Op 28 mei 2011 maakte hij tegen Houston Dynamo zijn eerste professionele doelpunt. 
Na drie en een half jaar bij de Texaanse club te hebben gespeeld maakte hij de overstap naar New York City FC, dat hem vervolgens verhuurde aan het Noorse Stabæk, omdat NYCFC pas het seizoen erop toetrad in de Major League Soccer.